# Krim-Felseidechse
Die Krim-Felseidechse (Darevskia lindholmi) gehört innerhalb der Familie der Echten Eidechsen zur Gattung der Kaukasischen Felseidechsen, einer Ausgliederung aus der alten Sammelgattung Lacerta.

## Systematik
Louis Amédée Lantz und Otto Cyrén beschrieben die Art 1936 unter der Bezeichnung Lacerta saxicola lindholmi als Unterart der sehr ähnlichen Art Lacerta saxicola, welche heute ebenfalls der Gattung Darevskia zugeordnet wird. Es sind keine Unterarten bekannt, die Art ist folglich monotypisch.

## Beschreibung
Der Rücken ist durch unregelmäßige dunkle Flecken, die Flanken durch ein dunkles Netzmuster  gezeichnet. Entlang der Flanken zeigen sich einzelne blaue Flecken, welche bei Männchen während der Paarungszeit leuchtend hervortreten können. Die Färbung der Bauchseite ist blassgelb bis ockerfarben. Männchen erreichen eine Kopfrumpflänge zwischen 4,8 und 7,1 cm, im Durchschnitt 6,2 cm. Ihre Körperoberseite ist grasgrün oder weißlich grau gefärbt. Weibchen erreichen mit einer Kopfrumpflänge von 4,9 bis 7,3 cm (Durchschnitt 6,1 cm) eine ähnliche Größe. Ihre Oberseite ist dunkel sandfarben bis grauoliv gefärbt. Die Schuppen sind glatt oder nur sehr schwach gekielt.

## Verhalten
Darevskia lindholmi ist ein tagaktiver, flinker Kletterer, die Aktivität liegt je nach Jahreszeit unterschiedlich zwischen 8 und 19 Uhr, wobei die höchste Aktivität bei Sonnenschein gegen 12/13 Uhr zu erwarten ist. Die Krim-Felseidechse zieht sich im gebirgigen Norden ab September, im Süden zwischen November und Dezember in die Winterquartiere zurück. In der Region des Südufers der Krim endet die Winterruhe Anfang März, an gebirgigen Nordhängen gegen Anfang April. Die Paarungszeit erstreckt sich von Mitte Mai bis Anfang Juni. Die Weibchen legen zwischen Ende Juni und Anfang Juli Gelege mit einem Umfang von 2 bis 5 Eiern an, der Schupf der Jungtiere erfolgt zwischen August und September.

## Ernährung
Die Krim-Felseidechse erbeutet in erster Linie Insekten, besonders Zweiflügler, Heuschrecken, Schmetterlinge, Käfer, Ohrwürmer und Hautflügler wie Ameisen sowie Asseln und verschiedene Spinnentiere, seltener auch Schnecken und Regenwürmer. Zudem werden gelegentlich Pflanzenteile gefressen.

## Verbreitung
Die deutsche Bezeichnung der Spezies weist auf die Verbreitung auf der Schwarzmeer-Halbinsel Krim (Ukraine) hin; nur in deren südlichem, gebirgigen Teil kommt die Krim-Felseidechse vor. Das Verbreitungsgebiet reicht von Sewastopol im Westen ostwärts bis Karadag, möglicherweise auch bis Kap Kiik-Atlam. Nach Norden lässt sich die Art bis Simferopol, Bahchisarai und Vishennoe nachweisen. Es werden Gebiete von 0 bis 1000 m über dem Meeresspiegel besiedelt. Der Lebensraum wird von sonnenbeschienen Felsen, Ruinen, Mauern, Brücken und Ähnlichem dargestellt. In Wäldern ist die Krim-Felseneidechse häufig an Baumstämmen kletternd vorzufinden. Zwar ist das Verbreitungsgebiet dieser Art relativ klein, allerdings ist sie aufgrund ihrer hohen Populationsdichte nicht bedroht.